# Teubang Phui Mesjid
Teubang Phui Mesjid is een bestuurslaag in het regentschap Aceh Besar van de provincie Atjeh, Indonesië. Teubang Phui Mesjid telt 743 inwoners (volkstelling 2010).